# So wie du bist
So wie du bist e песен на германския рапър Мотрип с участието на Лари. Това е вторият сингъл от албума му „Mama“. Сингълът достига до 3 място в немския официален чарт и влиза в топ 10 на Австрия и Швейцария.

## Клип
Клипът е качен в музикалния портал YouTube на 20 юли 2015 година. Дължината му е 5,11 минути. Песента добива допълнителна популярност, след като е включена в реклама на компанията Бийтс на д-р Дре с участието на Бастиан Швайнщайгер. Във видеото с камео се отличава и певицата Лена Майер-Ландрут.